# کریستین کارلسون

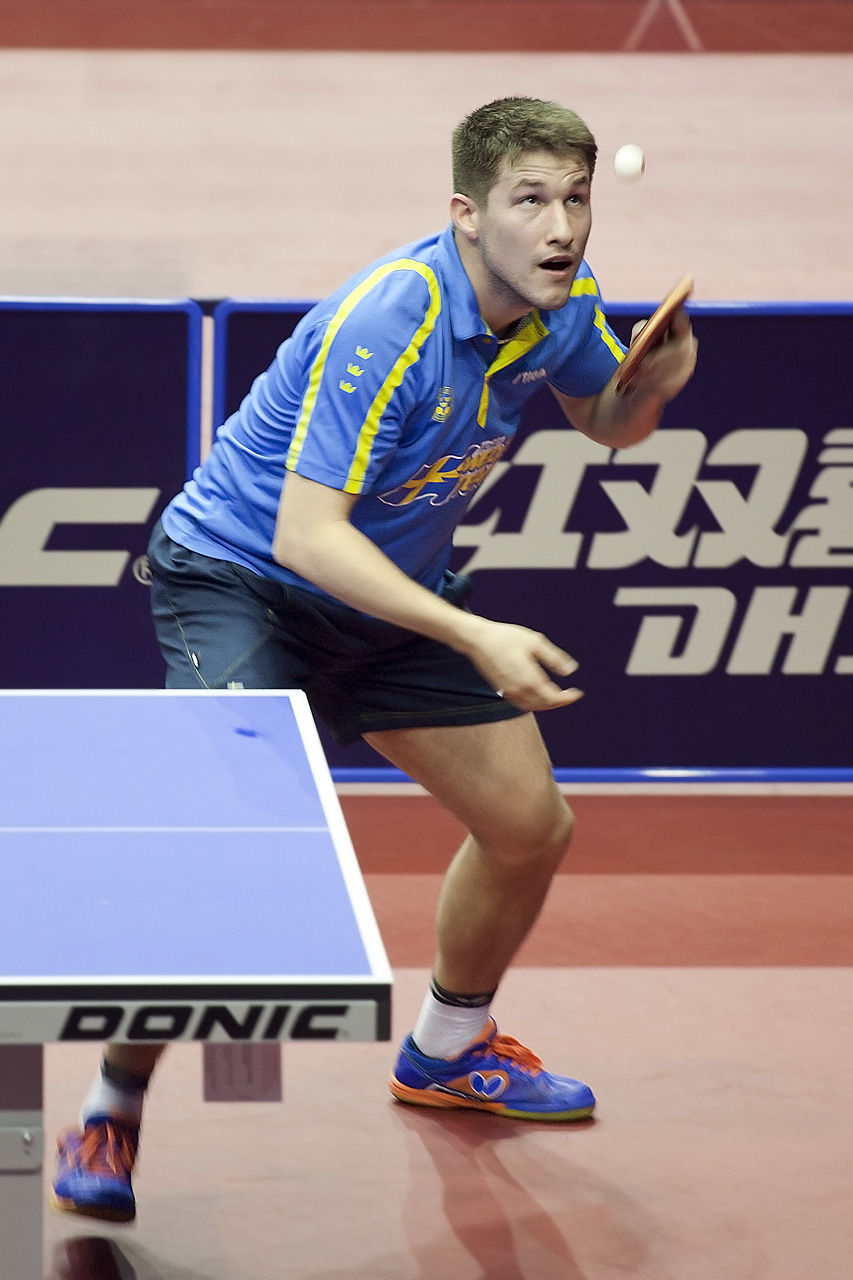
کریستین کارلسون در سال ۲۰۱۷

کریستین کارلسون (انگلیسی: Kristian Karlsson؛ زادهٔ ۶ اوت ۱۹۹۱) یک بازیکن تنیس روی میز اهل سوئد است. 
وی در مسابقات کشوری و بین‌المللی در مجموع برنده ۱ مدال نقره شده‌است.